# 朴智修
朴 智修（パク・ジス、韓国語: 박지수、1998年12月6日 - ）は、大韓民国・京畿道城南市出身の女子バスケットボール選手。
WNBAのラスベガス・エーシズに所属している。ポジションはセンター。身長196cm。韓国代表。

## 来歴
2016-17シーズンより韓国女子バスケットボールリーグ(WKBL)の清州KBスターズに所属。2018年のWNBAドラフトにエントリーした。
ドラフト2巡目全体17位でミネソタ・リンクスから指名され、その後ラスベガス・エーシズにトレードされて入団した。
2018年シーズンにWNBAへの初出場を果たした。韓国人選手として2003年の鄭先民以来2人目のことだった。このシーズンは32試合(11先発)に平均13.0分の出場で、2.8得点・3.3リバウンドなどを記録した。
東京オリンピックに出場したが、予選リーグ3連敗で敗退した。

## 個人成績

### WNBAレギュラーシーズン
| シーズン  | チーム    | GP | GS | MPG  | FG%  | 3P%  | FT%  | RPG | APG | SPG | BPG | TO | PPG |
| --------- | --------- | -- | -- | ---- | ---- | ---- | ---- | --- | --- | --- | --- | -- | --- |
| 2018      | LVA       | 32 | 11 | 13.0 | .388 | .000 | .619 | 3.3 | .9  | .3  | .6  | .7 | 2.8 |
| 2019      | LVA       | 25 | 0  | 6.5  | .216 | .000 | .444 | 1.1 | .9  | .4  | .2  | .3 | .8  |
| 通算：2年 | 通算：2年 | 57 | 11 | 10.2 | .341 | .000 | .567 | 2.4 | .7  | .3  | .4  | .5 | 1.9 |